# Bavo
Bavo (* als Allowin(us); † 1. Oktober 655/658) (niederländisch: Sint Bavo, zuweilen auch: Sint Baaf) war ein Heiliger des 7. Jahrhunderts, der in Teilen der Niederlande und in Flandern, besonders in Gent, verehrt wird.

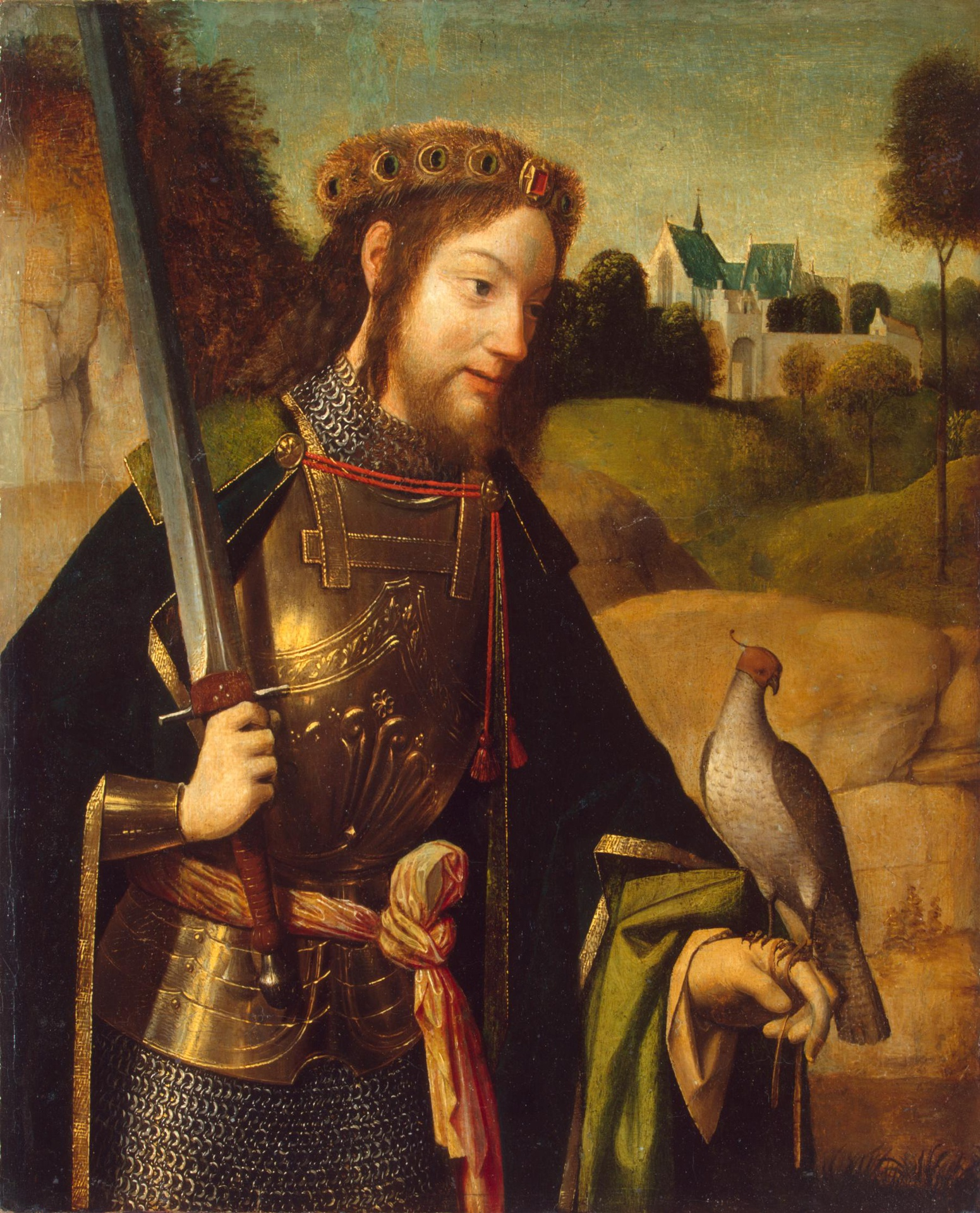
Sint-Bavo, Geertgen tot Sint Jans, letztes Viertel 15. Jhd.

## Leben
Bavo wurde Ende des 6. oder Anfang des 7. Jahrhunderts im Haspengau im heutigen Belgien geboren. Er stammte aus einer adligen Familie, die den Arnulfinger-Pippiniden nahestand, und hieß ursprünglich Allowin. Er war Schüler des heiligen Wanderbischofs Amand von Maastricht und trat in das
von Amandus gegründete Kloster St. Peter in Gent ein, wo er unter dem Ordensnamen Bavo als Recluse (Eingeschlossener) in strenger Askese lebte.

## Nachwirkung und Verehrung
Im 8. Jahrhundert wurde in Gent eine nach dem heiligen Johannes dem Täufer benannte Kirche als Bavos Grabeskirche erbaut. Zu Beginn des 9. Jahrhunderts wurden seine Gebeine jedoch in die Klosterkirche eines zweiten von Amandus gegründeten Klosters in Gent überführt, das später nach Bavo benannt wurde. Nachdem dieses Kloster mit der Kirche 1540 infolge der Reformation zerstört worden war, gelangten Reliquien Bavos wieder in die St.-Johannes-Kirche, die 1559 die Kathedrale des neu errichteten Bistums Gent wurde und in St.-Bavo-Kathedrale umbenannt wurde.
Eine erste Vita Bavos wurde um 825 verfasst, weitere vor 980, um 1000 und vor 1100. Seine Verehrung ist auf den Raum Flandern/Niederlothringen beschränkt und hat ihr Zentrum in Gent. St. Bavo oder St. Baaf lautet das Patrozinium der St.-Bavo-Kathedrale in Gent, der St.-Bavo-Kirche und der St.-Bavo-Kathedrale in Haarlem. 
Seine Gedenktag sind in Gent der 1. Oktober; in Haarlem aber der 10. Mai und der 9. August. Bavo ist der Schutzpatron der Diözesen Gent und Haarlem-Amsterdam. Er gilt auch als Schutzpatron der Falkner.

## Ikonographie
Wegen seiner adeligen Herkunft wird Bavo oft als elegant gekleideter Edelmann, gewappnet und gespornt, mit einem Falken auf der Faust oder beim Austeilen von Gaben an die Armen dargestellt.